# Martignat
Martignat är en kommun i departementet Ain i regionen Auvergne-Rhône-Alpes i östra Frankrike. Kommunen ligger  i kantonen Oyonnax-Sud som ligger i arrondissementet Nantua. Kommunens areal är 13,25 km². År 2022 hade Martignat 1 667 invånare.

## Befolkningsutveckling
Antalet invånare i kommunen Martignat
Referens: INSEE